# Hành Dương (huyện)
Hành Dương (chữ Hán giản thể: 衡阳县, Hán Việt: Hành Dương huyện) là một huyện thuộc địa cấp thị Hành Dương, tỉnh Hồ Nam, Cộng hòa Nhân dân Trung Hoa. Huyện này có diện tích 2502  km², dân số năm 2004 là 1,12 triệu người, trong đó dân số đô thị là 214.000 người, nông thôn là 908.900 người.
Huyện này giáp các đơn vị cấp huyện: Song Phong, Kỳ Đông, Thiệu Đông, Hành Nam, Hành Sơn.